# 李國奇
李國奇（？—？），明末軍事人物。
從西鄉入蜀，崇禎十三年（1640年）二月七日，與陝西副將賀人龍夾擊張獻忠於瑪瑙山（今四川萬源縣），大破之，斬馘三千六百二十，墜巖谷死者無算。崇禎十四年（1641年）九月四日，傅宗龍率川陝兵與保定總督楊文岳部會合。在孟家莊（今平輿境內）為李自成、羅汝才所襲，賀人龍出逃，李國奇潰敗。李國奇收拾殘兵向項城逃去，傅宗龍命令賀人龍等火速救援，總兵賀人龍、副將李國奇以信件從賊中來，恐怕有假，拒不救援，走陳州（今淮陽）。宗龍戰死。